# Pokémon: Let’s Go, Pikachu! und Let’s Go, Evoli!
Pokémon: Let’s Go, Pikachu! und Pokémon: Let’s Go, Evoli! sind Videospiele aus der Pokémon-Reihe. Die Spiele sind Neuauflagen des Game-Boy-Spiels Pokémon Gelbe Edition (1998) und können mit dem Handyspiel Pokémon Go verbunden werden. Sie wurden von Game Freak entwickelt und werden von The Pokemon Company und Nintendo vertrieben. Die Spiele erschienen weltweit am 16. November 2018. Sie sind die ersten Pokémon-Spiele aus der Hauptreihe für die Nintendo Switch und die ersten Hauptreihentitel für eine Heimkonsole überhaupt.
Die Spiele wurden von Kritikern gelobt und konnten sich innerhalb der ersten Verkaufswoche bereits drei Millionen Mal verkaufen.

## Spielmechanik
Pokémon: Let’s Go, Pikachu! und Let’s Go, Evoli! sind Rollenspiele aus dem Pokémon-Universum. Sie orientieren sich an Pokémon Gelb und Pokémon Go. Wie in den klassischen Pokémon-Spielen muss der Spieler Pokémon fangen und trainieren. Diese Pokémon kann er daraufhin im Kampf gegen andere Trainer einsetzen. Die Spiele übernehmen die Handlung und die Welt aus Pokémon Gelb.
Anders als in den Vorgängern, bewegen sich in den beiden Spielen die wilden Pokémon frei durch die Welt und können nicht nur im hohen Gras angetroffen werden. Außerdem werden Pokébälle, mit denen die Pokémon gefangen werden sollen, nicht mehr per Knopfdruck geworfen und müssen sich drei Mal bewegen, bis das wilde Pokémon gefangen ist, sondern die Pokébälle müssen, ähnlich wie in Pokémon Go, über Bewegungssteuerung mit dem Joy-Con oder im Handheldmodus der Switch über Zielen und Drücken des A-Knopfes mit dem Pokéball abgeworfen werden. Eine weitere Neuerung in den beiden Spielen ist, dass wilde Pokémon nicht bekämpft, sondern direkt gefangen werden können. In den beiden Spielen können erstmals auch zwei Spieler im Mehrspielermodus zusammen spielen.
Die beiden Versionen unterscheiden sich vor allem in dem namensgebenden Starterpokémon. So bekommt der Spieler in Let’s Go, Evoli! das Pokémon Evoli und in Let’s Go, Pikachu! das Pokémon Pikachu an die Seite gestellt. Außerdem gibt es in jedem der beiden Spiele Pokémon, die ausschließlich dort zu fangen sind und in dem jeweils anderen Spiel nicht gefangen werden können.

## Entwicklung und Veröffentlichung
Let’s Go Pikachu! und Let’s Go Evoli! wurden von Game Freak unter der Leitung von Jun’ichi Masuda entwickelt. Die Entwicklung der Spiele begann um 2016.
Im Juni 2017 während der E3, einer der größten Spielemessen weltweit, kündigte Game Freak an, dass ein Pokémon-Spiel der Hauptreihe für die Nintendo Switch in Entwicklung sei, dieses aber noch über ein Jahr bräuchte, bis es erscheine. Am 30. Mai 2018 kündigte The Pokémon Company Pokémon: Let’s Go, Pikachu! und Let’s Go Evoli! in einem Trailer, der erstes Gameplay zeigte, an. Dabei wurde der 16. November 2018 als Veröffentlichungsdatum genannt. Da die beiden Spiele sich in ihrer Spielmechanik teilweise an dem Handyspiel Pokémon Go orientieren, wurde außerdem angekündigt, dass ein weiteres Pokémon-Spiel in der zweiten Hälfte von 2019 erscheinen werde, welches sich wieder an mehr an seinen Vorgängern orientieren solle.

## Rezeption
| Deutschsprachiger Raum | Deutschsprachiger Raum            |
| Publikation            | Wertung                           |
| ---------------------- | --------------------------------- |
| 4Players               | 85 %                              |
| GamePro                | 85 %                              |
| ComputerBild           | Note 1,5                          |
| Internationaler Raum   |                                   |
| IGN                    | 8,2/10                            |
| Famitsu                | 33/40                             |
| GameSpot               | 7/10                              |
| Metawertungen          |                                   |
| GameRankings           | 77,49 % (Pikachu) 79,31 % (Evoli) |
| Metacritic             | 79 % (Pikachu) 80 % (Evoli)       |

### Rezensionen
Pokémon: Let’s Go, Pikachu! und Let’s Go, Evoli! wurden von Kritikern gelobt und erreichten so beide auf Metacritic eine aggregierte Wertung von um die 80 von 100 Punkten.
Gelobt wurden die Spiele vor allem für die ansprechende Grafik, die vielfältige Interaktion mit den Pokémon und die Verknüpfung mit Pokémon Go. Kritisiert wurden die Spiele vor allem für die, anders als in den Vorgängern, fehlenden Kämpfe gegen wilde Pokémon, die unpräzise Wurfmechanik und die zu Beginn der Spiele niedrige Schwierigkeit.

„Egal ob Anfänger oder Trainer-Ass: Die Entwickler von GameFreak haben es geschafft, die Edition mit der viele Fans ihre Pokémon-Reise damals begonnen haben, so zu verändern, dass die nostalgische Essenz zwar erhalten bleibt, zahlreiche kreative Neuerungen allerdings für ein frisches Gefühl sorgen. [...] Das Übertragen von Pokémon Go auf Let‘s Go sowie die Online-Kämpfe, die man leider nur gegen Freunde austragen kann, funktioniert tadellos. Schade ist außerdem, dass die Mechanik des Fangens immer wieder etwas unpräzise ausfällt und man, egal ob mit Joy-Con oder Pokeball Plus, nicht das Gefühl hat, wirklich Kontrolle über den Ball zu haben. Da ich eh am liebsten im Handheld-Modus spiele, ist das ein Fehler, den ich diesem charmanten Pokémon allerdings sehr leicht verzeihen kann. Was eine tolle Pokémon-Jungfernfahrt auf der Nintendo Switch!“

„Game Freak schlägt mit „Pokémon Let’s Go Pikachu“ und „Pokémon Let’s Go Evoli“ eine Brücke zwischen den Spielen für die Handhelds und dem Smartphone-Spiel „Pokémon Go“. [...] Die Geschichte ist an einigen Stellen deutlich emotionaler und auch unterhaltsamer. Durch die peppige Comic-Optik wirkt die Spielwelt sehr ansprechend. Die vielfältigen Möglichkeiten mit den Pokémon zu interagieren, sorgen für mehr Nähe zu den Taschenmonstern. [...] Die neuartigen Fangmethoden sind an „Pokémon Go“ angelehnt und bringen viel Abwechslung. Doch per Touchscreen gelingt leider kein Fang. Für Neulinge ist Let’s Go ein guter Einstieg in die weite Welt der Taschenmonster und für passionierte Fans der Reihe ist es ein nostalgischer Ausflug, der die Pokémon zu neuem Leben erweckt.“

### Verkäufe
Die beiden Spiele konnten sich allein in Japan in den ersten drei Tagen schon über 650.000 Mal im Einzelhandel verkaufen. Weltweit konnte sich die Spiele in der ersten Verkaufswoche bereits über 3 Millionen Mal verkaufen. In den USA konnte sich die Spiele in weniger als zwei Wochen schon 1,5 Millionen Mal verkaufen. Ebenfalls konnten durch das Erscheinen der beiden Spiele sich weitaus mehr Nintendo-Switch-Einheiten verkaufen: In Japan vervierfachte sich die Anzahl der verkauften Switch-Konsolen in der Veröffentlichungswoche im Vergleich zur Vorwoche fast.
Bis zum 31. Dezember 2022 konnten sich Pokémon: Let’s Go, Pikachu! und Let’s Go, Evoli! zusammen 15,07 Millionen Mal verkaufen.